# Scincella ochracea
Scincella ochracea är en ödleart som beskrevs av  Bourret 1937. Scincella ochracea ingår i släktet Scincella och familjen skinkar.
Artens utbredningsområde är Vietnam. Inga underarter finns listade i Catalogue of Life.